# Radoviš
Radoviš (kyrillisch Радовиш; albanisch Radovishti, indefinit Radovisht; türkisch Radovişte) ist eine Stadt im Südosten Nordmazedoniens und Zentrum der gleichnamigen Gemeinde. Die Gemeinde Radoviš umfasst neben der Stadt noch 35 Dörfer und hat 28.244 Einwohner auf einer Fläche von 497,48 km².

## Bevölkerung
Nach der Volkszählung von 2002 hat die Stadt 16.223 Einwohner. In der Stadt leben neben Mazedoniern (13.991 oder 86,24 %) auch Türken (1.927 oder 11,88 %), Roma (181 oder 1,12 %), Serben (60 oder 0,37 %), Walachen (Aromunen) (20 oder 0,12 %) sowie 1 Albaner.

## Söhne und Töchter der Stadt
- Marem Aliev, Musiker
- Chris Dafeff (1894–1984), kanadischer Geiger, Chorleiter und Musikpädagoge

## Städtepartnerschaften
Radoviš listet folgende Partnerstädte auf:
| Stadt              | Land                          | seit |
| ------------------ | ----------------------------- | ---- |
| Aliağa             | Izmir, Türkei                 |      |
| Belišće            | Osijek-Baranja, Kroatien      |      |
| Çınarcık           | Yalova, Türkei                |      |
| Contursi Terme     | Campania, Italien             |      |
| Drjanowo           | Gabrowo, Bulgarien            |      |
| Ergene             | Tekirdağ, Türkei              |      |
| Kamjanez-Podilskyj | Chmelnyzkyj, Ukraine          | 2014 |
| Saprudnja          | Zentralny, Russland           |      |
| Selçuk             | Izmir, Türkei                 | 1994 |
| Taşköprü           | Kastamonu, Türkei             |      |
| Tetewen            | Lowetsch, Bulgarien           | 2018 |
| Vaslui             | Moldova Occidentală, Rumänien | 2015 |
| Velika Plana       | Podunavlje, Serbien           |      |
| Yalova             | Türkei                        |      |